# Jan Ješek Ptáček di Pirkštejn
Jan Ješek Ptáček di Pirkštejn (... – Moravia, 1390 circa) è stato un nobile e politico boemo, signore di Sloup fino al 1356, di Honezovice dal 1349, di Polná dal 1356 e di Rataje nad Sázavou dal 1369. Fu il primo del ramo cadetto di Pirkštejn della famiglia Lipá ad adottare il soprannome "Ptáček" che arriverà persino al nipote Hynek Ptáček di Pirkštejn..

## Biografia
Non si sa completamente nulla sulla nascita e sulle origini; ereditò però probabilmente il castello di Sloup che portava il nome di Perkenstein, dal padre Čeněk d'Ojvina insieme alla signoria di Honcovice per il matrimonio di suo padre con Jitka di Honcovice. In seguito scambiò Sloup con Polná, di cui divenne signore nel 1356. Nel 1369 ottenne Rataje nad Sázavou, città che possedeva ben due castelli, uno dei quali divenne il castello di Pirkštejn, rinominato proprio da lui, per adattarlo al cognome dopo la perdita del primo, che divenne noto come quello di Sloup. Inoltre a Rataje ricostruì la chiesa di San Matteo e ne fece la tomba di famiglia, dove tuttora sono tutti ancora sepolti. Allargò i domini famigliari notevolmente, al punto da sollevare la fama del ramo di Pirkštejn.
Si ritirò in seguito dalla vita politica e dal dominio dei suoi feudi, andando in Moravia, dove morì intorno al 1390. I suoi feudi vennero amministrati dai parenti (prima Enrico III di Lipá, poi Hanuš) fino al 1412, quando suo figlio Jan Ptáček di Pirkštejn ne riprese il controllo.

## Nella cultura di massa
- Jan Ješek viene menzionato in Kingdom Come: Deliverance come "Ser Jeschke", padre di Hans Capon.